# USS Hopping (DE-155)
USS Hopping (DE-155/APD-51) là một tàu hộ tống khu trục lớp Buckley được Hải quân Hoa Kỳ chế tạo trong Chiến tranh Thế giới thứ hai. Tên nó được đặt theo Thiếu tá Hải quân Hallsted Lubeck Hopping (1902-1942), phi công chỉ huy Liên đội Tuần tiễu VS-6 phục vụ trên tàu sân bay Enterprise (CV-6), và đã tử trận khi ném bom xuống quần đảo Marshall vào ngày 1 tháng 2, 1942. Nó đã phục vụ trong chiến tranh cho đến năm 1944, khi được cải biến thành một tàu vận chuyển cao tốc mang ký hiệu lườn APD-51, và tiếp tục phục vụ cho đến khi chiến tranh kết thúc; nó xuất biên chế năm 1947 và bị tháo dỡ năm 1966. Hopping được tặng thưởng một Ngôi sao Chiến trận do thành tích phục vụ trong Thế Chiến II.

## Thiết kế và chế tạo
Những chiếc thuộc lớp tàu hộ tống khu trục Buckley có chiều dài chung 306 ft (93 m), mạn tàu rộng 37 ft 1 in (11,30 m) và độ sâu mớn nước khi đầy tải là 11 ft 3 in (3,43 m). Chúng có trọng lượng choán nước tiêu chuẩn 1.400 tấn Anh (1.400 t); và lên đến 1.740 tấn Anh (1.770 t) khi đầy tải. Hệ thống động lực bao gồm hai turbine hơi nước General Electric công suất 13.500 mã lực (10.100 kW), dẫn động hai máy phát điện công suất 9.200 kilôwatt (12.300 hp) để vận hành hai trục chân vịt;  công suất 12.000 hp (8.900 kW) cho phép đạt được tốc độ tối đa 23 kn (26 mph; 43 km/h), và có dự trữ hành trình 6.000 nmi (6.900 mi; 11.000 km) khi di chuyển ở vận tốc đường trường 12 kn (14 mph; 22 km/h).
Vũ khí trang bị bao gồm ba pháo 3 in (76 mm)/50 cal trên tháp pháo nòng đơn có thể đối hạm hoặc phòng không, một khẩu đội 1,1 inch/75 caliber bốn nòng và tám pháo phòng không Oerlikon 20 mm. Vũ khí chống ngầm bao gồm một dàn súng cối chống tàu ngầm Hedgehog Mk. 10 (có 24 nòng và mang theo 144 quả đạn); hai đường ray Mk. 9 và tám máy phóng K3 Mk. 6 để thả mìn sâu. Khác biệt đáng kể so với lớp Evarts dẫn trước là chúng có thêm ba ống phóng ngư lôi Mark 15 21 inch (533 mm). Thủy thủ đoàn đầy đủ bao gồm 186 sĩ quan và thủy thủ.
Hopping được đặt lườn tại Xưởng hải quân Norfolk ở Portsmouth, Virginia vào ngày 15 tháng 12, 1942. Nó được hạ thủy vào ngày 9 tháng 3, 1943; được đỡ đầu bởi bà H. L. Hopping, vợ góa Thiếu tá Hopping, và nhập biên chế vào ngày 21 tháng 5, 1943 dưới quyền chỉ huy của Hạm trưởng, Thiếu tá Hải quân Frank Daniel Giambattista.

## Lịch sử hoạt động

### Đại Tây Dương
Sau khi hoàn tất chuyến đi chạy thử máy huấn luyện tại khu vực Bermuda, Hopping hộ tống một tàu đổ bộ LST đi đến Norfolk, Virginia trước khi lên đường vượt Đại Tây Dương để đi sang Casablanca, Bắc Phi, đến nơi vào ngày 2 tháng 9, 1943. Nó sáp một cùng một đoàn tàu vận tải và hộ tống chúng quay trở về Hoa Kỳ, về đến New York vào ngày 25 tháng 9.
Trong một năm tiếp theo, Hopping còn thực hiện thêm chín chuyến hộ tống vận tải khứ hồi từ New York đến các cảng Anh, trong một giai đoạn mà phe Đồng Minh tích lũy lực lượng nhằm chuẩn bị để tiến hành Chiến dịch Overlord cũng như việc tái chiếm phía Tây Châu Âu. Trên đường hướng sang phía Đông vào ngày 3 tháng 5, 1944, tàu hộ tống khu trục chị em Donnell (DE-56), bị hư hại nặng do trúng ngư lôi phóng từ tàu ngầm U-boat Đức. Hopping đã giúp đánh đuổi kẻ tấn công bằng nhiều lượt mìn sâu, rồi nỗ lực kéo Donnell trong hoàn cảnh biển động mạnh. Sau hai ngày, nó bàn giao được chiếc tàu chị em bị hư hại cho lực lượng Hải quân Anh hỗ trợ ngoài khơi Ireland, và Donnell được kéo đến Londonderry, Bắc Ireland.

### Thái Bình Dương
Sau chuyến đi cuối cùng, Hopping đi đến đảo Staten, New York, nơi nó được cải biến thành một tàu vận chuyển cao tốc thuộc lớp Charles Lawrence trong tháng 10 và tháng 11. Được xếp lại lớp với ký hiệu lườn mới APD-51 vào ngày 7 tháng 9, 1944, con tàu chạy thử máy trong vịnh Chesapeake trước khi khởi hành từ Norfolk, Virginia vào ngày 20 tháng 12 để đi sang mặt trận Thái Bình Dương. Nó đi ngang qua kênh đào Panama và San Diego, California trước khi đi đến Trân Châu Cảng vào ngày 15 tháng 1, 1945. Tại đây con tàu hoạt động huấn luyện phối hợp cùng các Đội phá hoại dưới nước (UDT: Underwater Demolition Team) cho đến ngày 13 tháng 2, khi nó lên đường hướng sang Philippines. Đi đến vịnh Leyte vào ngày 4 tháng 3, nó chuẩn bị để tham gia vào chiến dịch đổ bộ lớn nhất cũng là cuối cùng của Thế Chiến II: trận Okinawa.
Cùng với Đội UDT-7 trên tàu, Hopping lên đường hướng sang Kerama Retto thuộc quần đảo Ryukyu vào ngày 21 tháng 3. Trong những ngày đầu tiên của chiến dịch nó thực hiện nhiều hoạt động trinh sát và tháo dỡ chướng ngại vật dưới nước cũng như tuần tra bảo vệ cho các tàu chiến chủ lực tại khu vực Kerama Retto. Trong giai đoạn này nó đã bắn nơi nhiều máy bay đối phương trong đêm 28-29 tháng 3. Khi binh lính Thủy quân Lục chiến đổ bộ lên Okinawa vào ngày 1 tháng 4, con tàu chuyển sang nhiệm vụ tuần tra chống tàu ngầm và phòng không, đánh trả nhiều lượt không kích của đối phương. Đang khi ở lại vịnh Buckner trong một nhiệm vụ trinh sát vào ngày 9 tháng 4, nó đã đấu pháo với một khẩu đội pháo bờ biển đối phương, tiêu diệt được đối thủ nhưng cũng chịu đựng một số thiệt hại. Vì vậy nó đã đi đến Ulithi vào ngày 23 tháng 4 để sửa chữa.

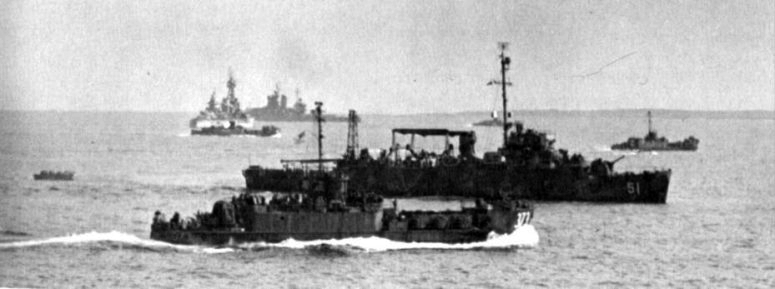
Hopping đang tác chiến ngoài khơi Okinawa, năm 1945.

Hopping nhanh chóng quay trở lại Okinawa để tiếp nối nhiệm vụ tuần tra bảo vệ, cho đến khi hòn đảo này được bình định vào đầu tháng 7, rồi tiếp tục hoạt động tại khu vực. Nó lên đường đi Leyte, Philippines vào ngày 8 tháng 8, và đang ở lại vùng biển Philippines khi Nhật Bản chấp nhận đầu hàng vào ngày 15 tháng 8 giúp kết thúc cuộc xung đột. Hoạt động đầu tiên của con tàu trong nhiệm vụ chiếm đóng Nhật Bản là giúp di tản các cựu tù binh chiến tranh Đồng Minh khỏi các trại tập trung. Nó đi đến Nhật Bản vào ngày 11 tháng 9, và chuyển đến Guam trên 100 cựu tù binh Hải quân và Thủy quân Lục chiến vào ngày 19 tháng 9. Nó tiếp tục nhiệm vụ hộ tống vận tải và rà phá thủy lôi tại các vùng biển Philippines và Nhật Bản, cho đến khi khởi hành từ vịnh Tokyo vào ngày 24 tháng 11 để quay trở về Hoa Kỳ; con tàu về đến San Diego vào ngày 11 tháng 12.
Hopping khởi hành từ San Diego vào ngày 17 tháng 12 để đi sang vùng bờ Đông, và sau khi ghé qua Charleston, South Carolina và Norfolk đã đi đến Green Cove Springs, Florida vào ngày 27 tháng 4, 1946. Nó được cho xuất biên chế tại đây vào ngày 5 tháng 5, 1947, và được đưa về Hạm đội Dự bị Đại Tây Dương, neo đậu tại Orange, Texas. Tên nó được cho rút khỏi danh sách Đăng bạ Hải quân vào tháng 9, 1964, và con tàu được bán cho hãng Boston Metals Company tại Baltimore, Maryland vào ngày 15 tháng 8, 1966 để tháo dỡ.

## Phần thưởng
Hopping được tặng thưởng một Ngôi sao Chiến trận do thành tích phục vụ trong Thế Chiến II.
| Bronze star |  |  |
|             |  |  |

| Huân chương Chiến dịch Hoa Kỳ                      | Huân chương Chiến dịch Hoa Kỳ        | Huân chương Chiến dịch Châu Á-Thái Bình Dương với 1 Ngôi sao Chiến trận | Huân chương Chiến dịch Châu Á-Thái Bình Dương với 1 Ngôi sao Chiến trận |
| Huân chương Chiến dịch Châu Âu-Châu Phi-Trung Đông | Huân chương Chiến thắng Thế Chiến II | Huân chương Chiến thắng Thế Chiến II                                    | Huân chương Phục vụ Chiếm đóng Hải quân                                 |